# Laguna Shallap

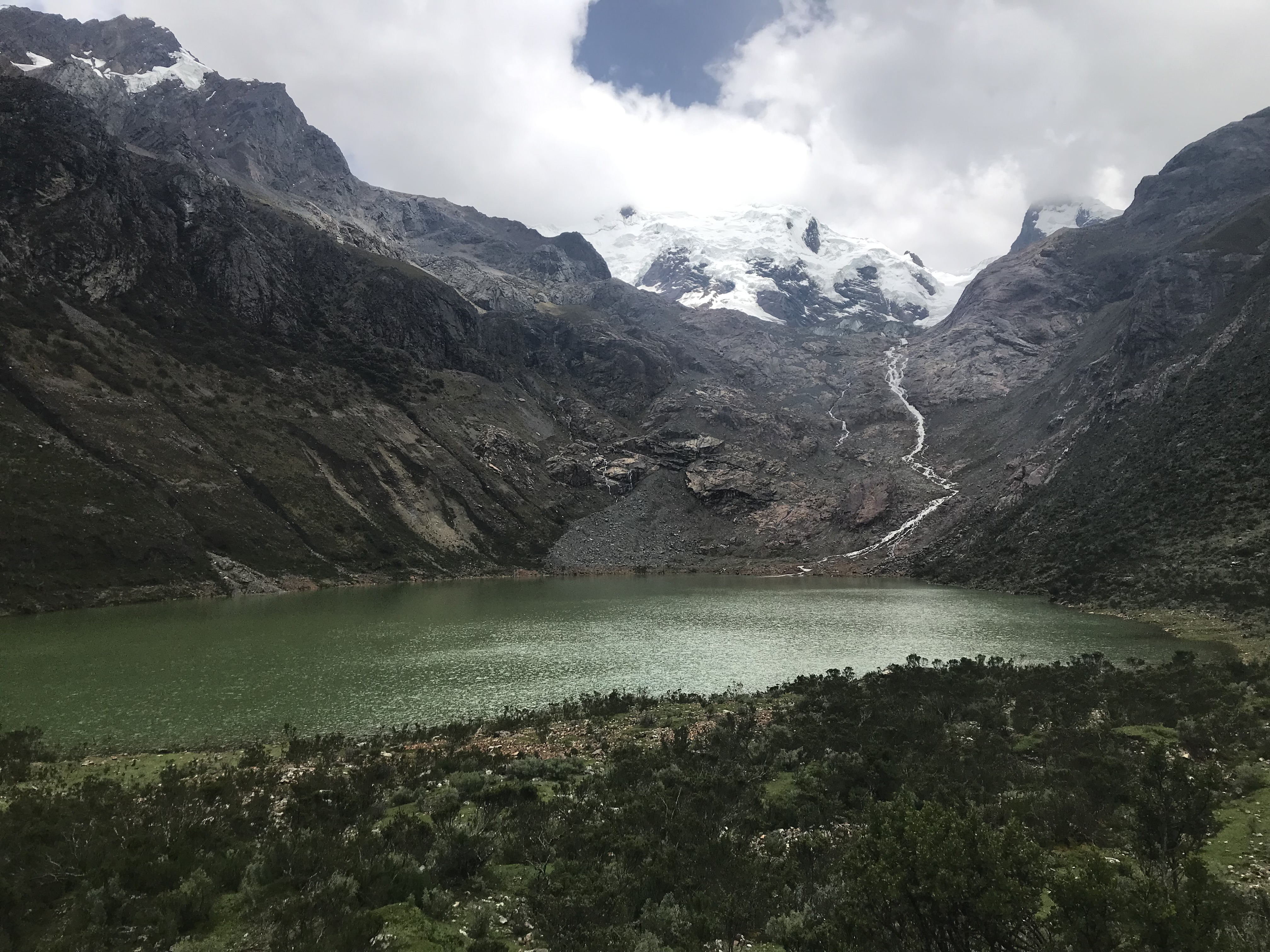
El río Shallap nace en la laguna del mismo nombre.

La laguna Shallap es un depósito natural de agua dulce ubicado en la provincia de Huaraz, departamento de Áncash, Perú, en la quebrada del mismo nombre dentro del Parque nacional Huascarán. Se encuentra a una altitud de 4250 m s.n.m., tiene 634 metros de largo, 327 metros de ancho y 37 metros de profundidad máxima, y además posee un espejo de agua de 165 251 metros cuadrados y 3 467 585 metros cúbicos de volumen máximo. Se caracteriza por tener un color verde turquesa generado por la presencia de los siguientes minerales: arsénico, cadmio y plomo. Es de origen glaciar y es afluente al río Shallap, que a la vez afluye a la subcuenca del río Quillcay.
Para llegar a la laguna desde la ciudad de Huaraz, debemos dirigirnos hacia el caserío de Jancu, que está a aproximadamente 40 minutos, ya en el lugar debemos emprender una caminata por la quebrada Shallap y esta puede durar al rededor de 3 horas.